# Sansovino (traghetto)
Sansovino è una nave traghetto appartenente alla compagnia di navigazione italiana Siremar C&T Isole Minori.

## Caratteristiche
Il Sansovino dispone dei seguenti servizi: 158 cabine, poltrone reclinabili, bar, ristorante, self service e una piccola piscina.

## Servizio
La nave, seconda di una classe di tre unità gemelle, fu varata nel marzo 1989 al cantiere navale di Ancona con il nome di Sansovino. Consegnata all'Adriatica di Navigazione nel settembre dello stesso anno, prestò servizio sulle rotte con la Jugoslavia, collegando Ragusa di Dalmazia con Ancona e Bari, Spalato e Zara con Ancona, Trieste e Venezia e Durazzo (Albania) con Trieste. I collegamenti verso la Iugoslavia furono abbandonati una prima volta nell'inverno 1990/1991, quando la Sansovino fu spostata sulla linea che da Venezia arrivava ad Alessandria d'Egitto, per poi cessare definitivamente nel 1992 per il divampare delle guerre jugoslave.
Il traghetto fu quindi trasferito ai collegamenti con la Grecia, venendo messo in servizio sulla linea Brindisi - Patrasso. Nel 1994 il Sansovino venne sostituito su quest'ultima rotta dall'Egitto Express, passando alla rotta Brindisi - Corfù - Igoumenitsa e tornando, dal 1996, sui collegamenti tra l'Italia, la Croazia e l'Albania.
Nel 2003 il Sansovino venne brevemente noleggiato alla Siremar, che lo impiegò sui collegamenti per Linosa e Lampedusa. Tuttavia, il traghetto, non dotato di eliche di manovra, si rivelò inadatto al servizio per i piccoli approdi delle isole, causando parecchi disagi. Terminato il noleggio, la nave tornò a operare sulle linee in Adriatico, prima per Adriatica (divenuta Tirrenia Divisione Adriatica dal 2004) e poi, a noleggio, per Adria Ferries. Nel 2005 la nave passò definitivamente alla Siremar che, dopo averla dotata di un'elica di manovra a prua, la impiegò nuovamente sui collegamenti per Linosa e Lampedusa. Il secondo periodo di servizio con Siremar fu segnato da diverse avarie e incidenti; già nel 2007 fu posto in disarmo, per poi venire rimesso in servizio brevemente sulla rotta Trapani-Pantelleria.
Nel 2007 la nave viene acquistata dalla compagnia greca G-Lines, che la rinomina in Santa Maria I e, dopo aver eseguito alcuni lavori, inizia ad impiegarla sulla linea tra Bari e Durazzo. Il traghetto rimane lì fino al 2009 quando accusa dei problemi al motore e la compagnia, per motivi finanziari, decide di cedere la nave. Dopo aver trascorso due anni in disarmo nella baia di Eleusi, nel novembre 2010 la nave fu acquistata dalla albanese Albanian Ferries, prendendo il nome di Adriatica King. Sottoposta a interventi di riparazione in Montenegro, nell'estate 2011 entrò nuovamente in servizio tra Bari e Durazzo; già nell'autunno 2012 la nave fu posta in disarmo per problemi economici dei proprietari.
Nel 2014 il traghetto fu riacquistato da Siremar, nel frattempo privatizzata, giungendo in Sicilia a inizio agosto ed entrando in servizio con il vecchio nome Sansovino sul collegamento tra Porto Empedocle e le isole Pelagie.
Il 14 Settembre 2016, entra nel bacino di carenaggio dei cantieri navali Palumbo di Messina, ricevendo la nuova livrea.
Da Marzo a Luglio 2017, la nave entra in servizio sulla Tratta Milazzo-Isole Eolie-Napoli, sostituendo la gemella Laurana, tornando successivamente sulla rotta Porto Empedoce-Isole Pelagie
Il 18 Ottobre 2018, presso i cantieri navali di Augusta, vengono tolte 4 scialuppe su 8, 2 lato dritta e 2 lato sinistro.
Da aprile a luglio 2019 il traghetto ha operato sui collegamenti Milazzo-Isole Eolie-Napoli, sempre al posto della Laurana, tornando successivamente nella sua rotta.
Il 17 agosto 2020, durante la fase di ormeggio presso il porto di Linosa, il portellone del traghetto è caduto in mare in seguito alla rottura dei cavi che lo sostenevano. È stata sostituita dal traghetto Lampedusa della compagnia Traghetti delle Isole.
L'8 luglio 2021 la nave ha avuto un'avaria al motore ed è stata sostituita nuovamente dal Lampedusa per la tratta Porto Empedocle-Isole Pelagie. Resta sulla stessa rotta anche per l'estate successiva, subendo un guasto il 14 giugno 2022 e venendo temporaneamente sostituita dalle motonavi Pietro Novelli e Paolo Veronese. Rientra in servizio il 19 luglio successivo e vi rimane per tutta la stagione estiva, tornando in cantiere a Palermo ad inizio settembre 2022. Il 29 maggio 2023, dopo aver effettuato importanti lavori di manutenzione con sostituzione motori da quale vengono modificati i fumaioli e la plancia torna ad essere bianca. La nave viene messa sulla tratta Trapani - Pantelleria per sostituire il traghetto Paolo Veronese.
Il 19 giugno 2023, a seguito delle precedenti vicende giudiziarie che hanno colpito la C&T Isole Minori, il traghetto è sottoposto a sequestro finanziario, insieme ad altre cinque navi della flotta, ma con facoltà d'uso da parte della società.
Il 21 dicembre il traghetto Sansovino sostituisce il traghetto Galaxy.
Il 24 giugno 2024 il traghetto rientra nei Cantieri di Messina per effettuare importanti lavori di manutenzione.
Il 6 agosto 2024 rientra in servizio sulla rotta Porto Empedocle - Isole Pelagie,dove opera tutt'oggi.

## Incidenti
Il 29 novembre 2016, a bordo della nave, mentre era ormeggiata al molo San Raineri del porto di Messina, si verificò una tragedia, nella quale persero la vita, intossicati in una cisterna, tre marittimi: Cristian Micalizzi di Messina, Gaetano D’Ambra di Lipari e Santo Parisi di Terrasini. Secondo quanto ricostruito dalle autorità, due dei tre marittimi sarebbero entrati in una cassa per attività di ispezione. Il terzo operatore sarebbe dovuto restare in garage nei pressi del passo d'uomo dal quale si accedeva allo spazio chiuso, ma nel tentativo di salvare i colleghi sarebbe entrato anche quest'ultimo nella cisterna, trovandovi la morte. All'interno della cisterna potrebbero essere state fatali le esalazioni di idrogeno solforato dovute alla presenza di idrocarburi misti acqua e morchie rimasti stoccati in piccole quantità nella cisterna per anni. I marittimi furono inutilmente soccorsi dai vigili del fuoco e dal 118, che prestarono le prime cure anche agli altri cinque marittimi intossicati in modo più lieve. Le indagini sull'incidente furono affidate alla Capitaneria di Porto di Messina mentre la procura di Messina aprì un'inchiesta. Da questo incidente si evidenzia una scorretta gestione dei permessi di accesso in spazi chiusi sempre previsti dagli SMS socetari. Una corretta ventilazione e l'utilizzo di un analizzatore di gas, avrebbero potuto evitare l'incidente fatale. Sul fatto si espressero anche il Presidente del Consiglio, Matteo Renzi: "Un dolore insopportabile, una ferita nel cuore dell'Italia che lavora"; e il Presidente della Repubblica, Sergio Mattarella: "Prendo parte con commozione al dolore delle famiglie dei lavoratori di Messina e del marmista morto ieri a Carrara. Ribadisco con forza l'esortazione a fare di tutto perché non si ripetano queste gravissime tragedie. Ogni morte sul lavoro è inaccettabile in un paese come il nostro".

## Navi gemelle
- Laurana
- Palladio